# هنري ارين أوغدن
هنري ارين أوغدن (بالإنجليزية: Henry Warren Ogden)‏ هو سياسي أمريكي، ولد في 21 أكتوبر 1842 في أبينغدون في الولايات المتحدة، وتوفي في 23 يوليو 1905 في الولايات المتحدة. حزبياً، نشط في الحزب الديمقراطي. وقد انتخب عضو مجلس نواب لويزيانا وانتخب عضو مجلس النواب الأمريكي.